# Doppler Ferenc

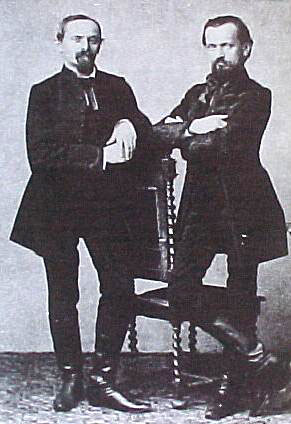
Doppler Ferenc és Károly

Doppler Ferenc (Franz Doppler, Lemberg, 1821. október 16. – Baden bei Wien, 1883. július 27.) osztrák–magyar fuvolavirtuóz és zeneszerző.

## Élete
Atyjának, Doppler Józsefnek volt a tanítványa. Bécsben először 1834. december 28-án adott koncertet. Öccsével, Doppler Károllyal az 1830-as években települt át Pestre, ahol előbb a német színház első fuvolásaként működött 1838 és 1845 között, majd a Nemzeti Színház zenekarának volt a tagja. 1858-ban a bécsi udvari operához szerződött mint első fuvolás, később mint balettigazgató, másodkarnagyi minőségben. 1865-ben a bécsi konzervatórium fuvolatanára lett. Mint fuvolavirtuóz nagyobb körutazásokat tett úgy külföldön, mint a magyar koronaországokban, és mindenütt feltűnést keltett játékával.

## Munkássága
Dopplerre a magyar zene eredetisége elementárisan hatott. Több operát írt, melyek mind a Magyar Nemzeti Színházban kerültek első előadásra. Az Ilka, a Benyovszky magyar, míg a Vanda, a Salvator Rosa általános stílusúak. Ezek közül legtöbb sikert ért el Ilká-jával, mely később Bécsben is színre került. Emellett írt magyar fuvolaábrándokat, népdalokat, karokat, és Liszt Ferencnek több magyar rapszódiáját hangszerelte, melyek külföldön is elterjedtek. Doppler művei a 19. század sekélyesebb operazenéjének szellemében íródtak, magyarosságuk külsőségekben áll. Alaposan képzett zeneíró volt, és ha nem is tartozott az eredeti nagy tehetségek közé, de azt mindenkor pótolta széles tudása, választékos hangszerelési ízlésével és rutinjával.

## Operái
- Guzmann Johanna (1847)
- Benyovszky (1847)
- Ilka és a huszártoborzó (1849)
- Vanda (1850)
- Két huszár (1853)
- Vadon fia (1854)
- Erzsébet (Erkel Ferenccel és Doppler Károllyal közösen, 1857)
- Judith (1870)

## Egyéb művei
- Judith (német opera 1870)
- Magyar- és gyászzene Bánk-bánhoz
- Impromptu zongorára (Apollo 1872)
- Aradi népdal (1859)
- férfikarátiratok stb.